# Eldena
Die Gemeinde Eldena liegt an der Elde und gehört zum Amt Grabow im Landkreis Ludwigslust-Parchim in Mecklenburg-Vorpommern (Deutschland).

## Geografie
Der Ort liegt 14 Kilometer südwestlich von Ludwigslust und etwa 15 Kilometer nordöstlich von Dömitz. Der Elde-Seitenkanal, der Bestandteil der Müritz-Elde-Wasserstraße ist, zweigt hier vom ursprünglichen Verlauf der Elde, der ab der Gabelung als Alte Elde bezeichnet wird, ab.
Zur Gemeinde gehören neben dem Hauptort Eldena die Ortsteile Güritz, Stuck und Krohn.

## Geschichte
Der Ortsname geht auf den Fluss Elde, der nah am Ort vorbeifließt, zurück. Die Gründung Eldenas erfolgte durch die Errichtung eines Nonnenklosters (Kloster Eldena) des Benediktinerordens zwischen 1229 und 1235. Bei einem großen Dorfbrand im Jahr 1835 wurde auch die Kirche, als zu der Zeit einzig erhaltenes, ehemaliges Zentrum des Klosters, fast gänzlich vernichtet. Auf den erhaltenen Mauern wurde von 1835 bis 1839 die heutige neogotische Johanneskirche gebaut. Die Turmspitze stammt aus dem Jahr 1850, die Orgel wurde 1840 aufgebaut. Von 1974 bis 1978 fand eine Renovierung der Kirche statt, ein neuer Altar wurde 1991 geweiht, die Orgel wurde 1995 repariert.
Am 1. Juli 1950 wurden die bis dahin eigenständigen Gemeinden Güritz, Krohn und Stuck eingegliedert. Am 1. September 1973 wurde Bresegard eingemeindet, erlangte seine Eigenständigkeit jedoch kurz vor der Wende wieder zurück.

## Bevölkerung
| Jahr | Einwohner |
| ---- | --------- |
| 1990 | 1611      |
| 1995 | 1571      |
| 2000 | 1508      |
| 2005 | 1419      |
| 2010 | 1256      |
| 2015 | 1196      |

| Jahr | Einwohner |
| ---- | --------- |
| 2020 | 1136      |
| 2021 | 1137      |
| 2022 | 1134      |
| 2023 | 1131      |

 Stand: 31. Dezember des jeweiligen Jahres

## Politik

### Gemeindevertretung
Die Gemeindevertretung von Eldena besteht aus zehn Mitgliedern. Die Kommunalwahl am 9. Juni 2024 führte bei einer Wahlbeteiligung von 71,5 % zu folgendem Ergebnis:
| Partei / Wählergruppe | Stimmenanteil 2019 | Sitze 2019 |  | Stimmenanteil 2024 | Sitze 2024 |
| --------------------- | ------------------ | ---------- |  | ------------------ | ---------- |
| Bürger Eldena         | 45,6 %             | 4          |  | 100 %              | 10         |
| Wählergruppe Eldena   | 48,6 %             | 5          |  | –                  | –          |
| Die Linke             | 05,7 %             | 1          |  | –                  | –          |
| Insgesamt             | 100 %              | 10         |  | 100 %              | 10         |

### Bürgermeister
- seit 2019: Oliver Kann (CDU)

Bei der Bürgermeisterwahl am 26. Mai 2019 wurde Kann ohne Gegenkandidat mit 85,5 % der gültigen Stimmen gewählt. Am 9. Juni 2024 wurde er wiederum ohne Gegenkandidat mit 88,0 % der gültigen Stimmen in seinem Amt bestätigt. Seine Amtszeit beträgt fünf Jahre.

### Wappen
| Wappen von Eldena | Blasonierung: „Über goldenem erniedrigten Wellenschildfuß in Blau ein widersehendes silbernes Osterlamm mit vierfach durchbrochenem goldenen Heiligenschein und mit dem angewinkelten rechten Vorderfuß ein goldenes Tatzenkreuz mit dreilatziger goldener Fahne haltend.“ |
| Wappen von Eldena | Wappenbegründung: Die Geschichte des Nonnenklosters prägt die Gestaltung des Wappens der Gemeinde ganz entscheidend. Durch die Darstellung des Osterlamms mit Heiligenschein wird die Symbolik des Konvent-Siegels aus dem Jahr 1345 übernommen. Das Lamm Gottes trägt die Fahne von Johannes dem Täufer, dem Schutzpatron des Nonnenklosters. Der Wellenschildfuß symbolisiert die Elde, die der Gemeinde den Namen verleiht. Das Wappen wurde von dem Schweriner Heraldiker Karl-Heinz Steinbruch gestaltet. Es wurde am 13. Mai 2014 durch das Ministerium des Innern genehmigt und unter der Nr. 352 der Wappenrolle des Landes Mecklenburg-Vorpommern registriert. |

### Flagge
Die Gemeinde verfügt über keine amtlich genehmigte Flagge.

### Dienstsiegel
Das Dienstsiegel zeigt das Gemeindewappen mit der Umschrift GEMEINDE ELDENA.

## Sehenswürdigkeiten und historische Bilder
Die Baudenkmale der Gemeinde sind in der Liste der Baudenkmale in Eldena aufgeführt.

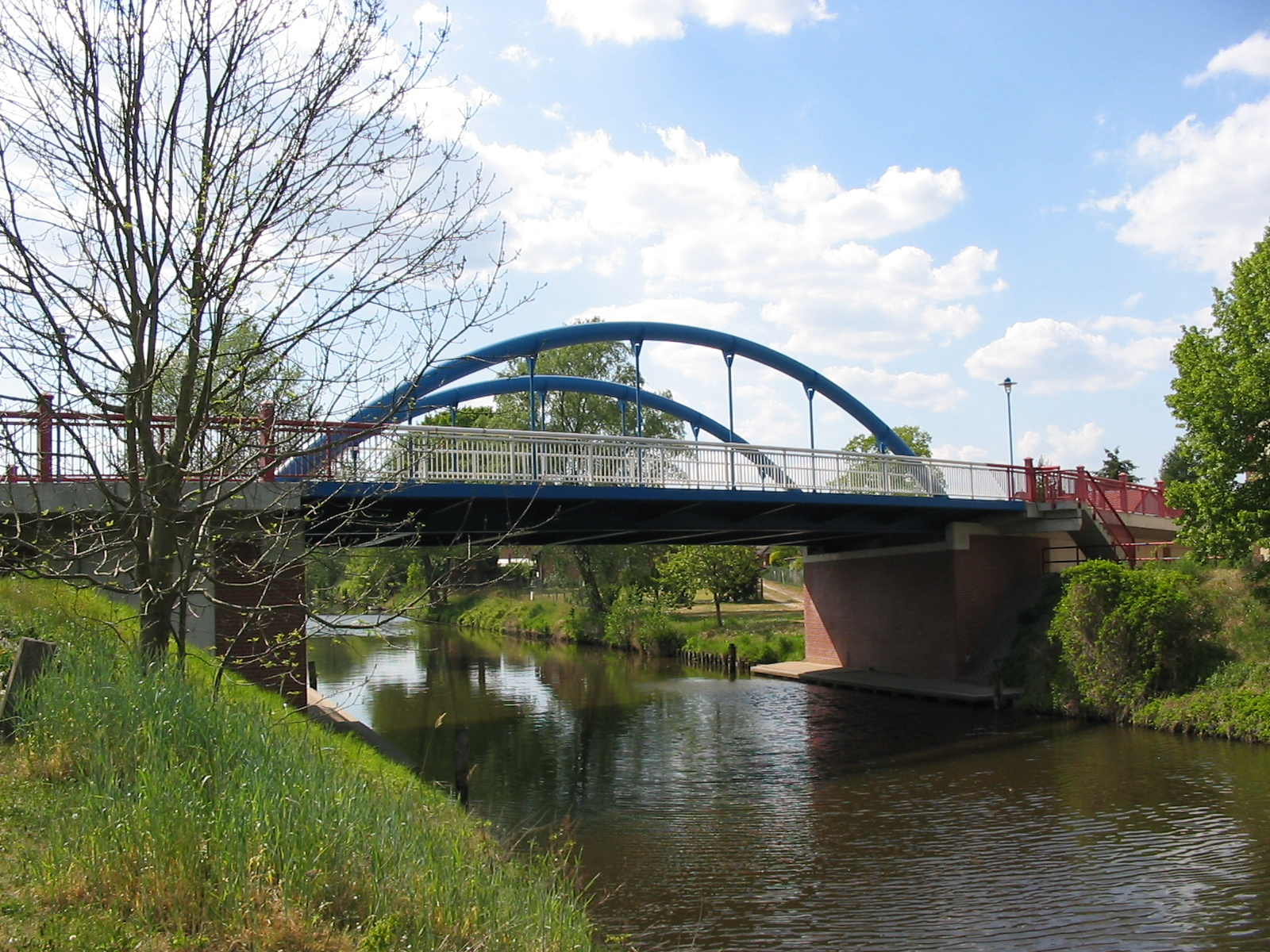
Eldekanal-Brücke
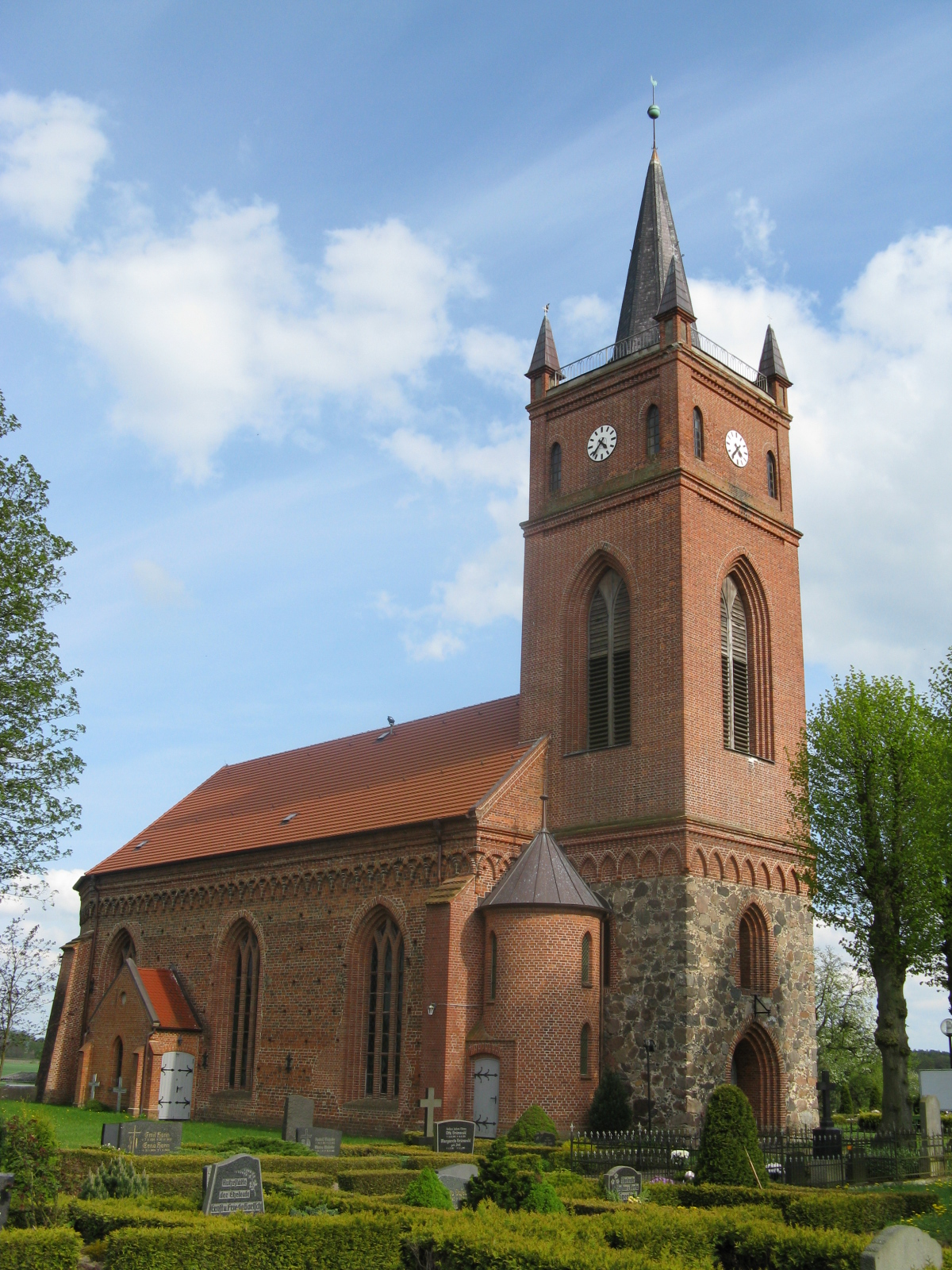
Johanneskirche
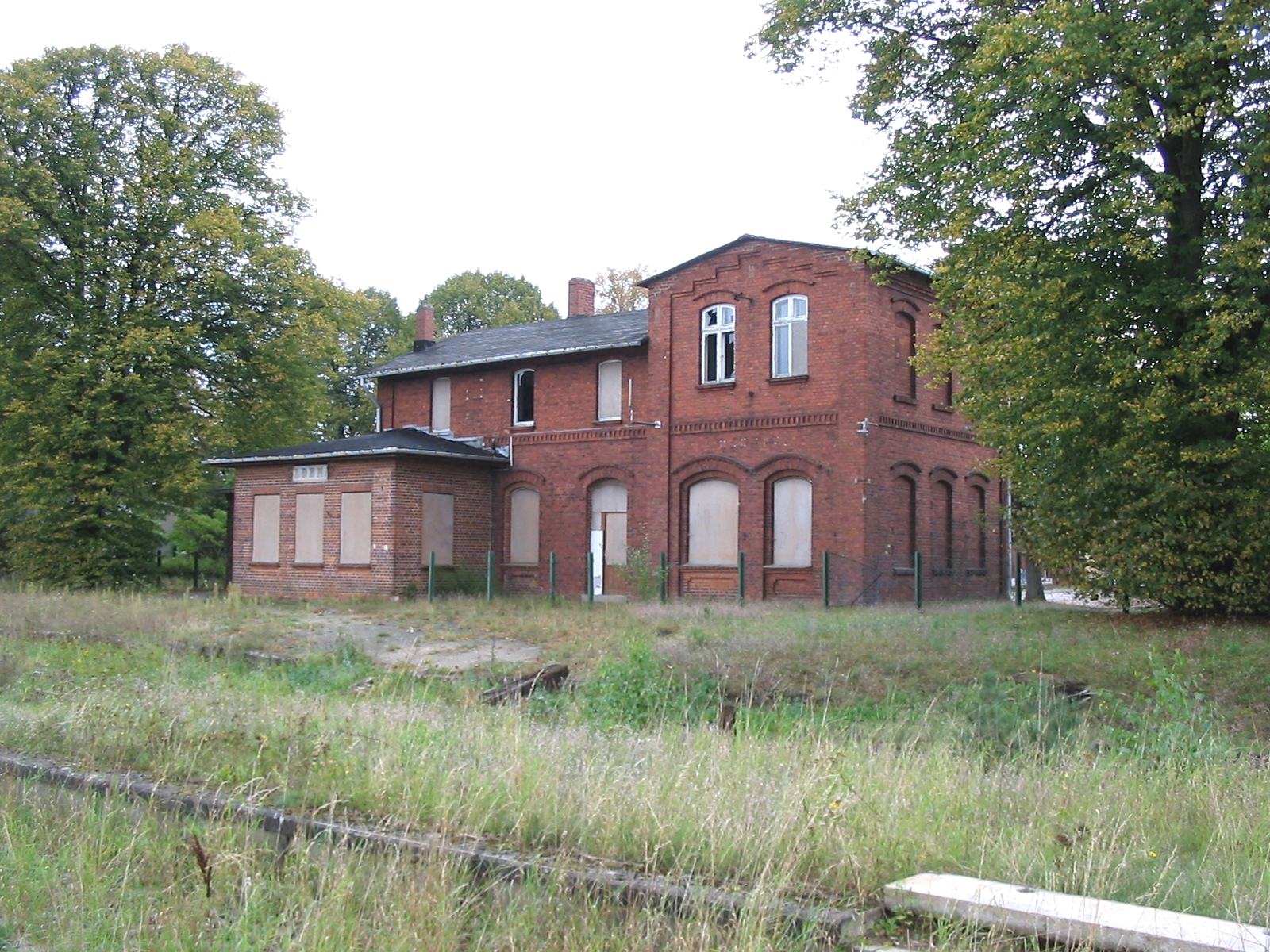
Bahnhof an der abgebauten Strecke Ludwigslust–Dömitz
Traditionelles Bauernhaus
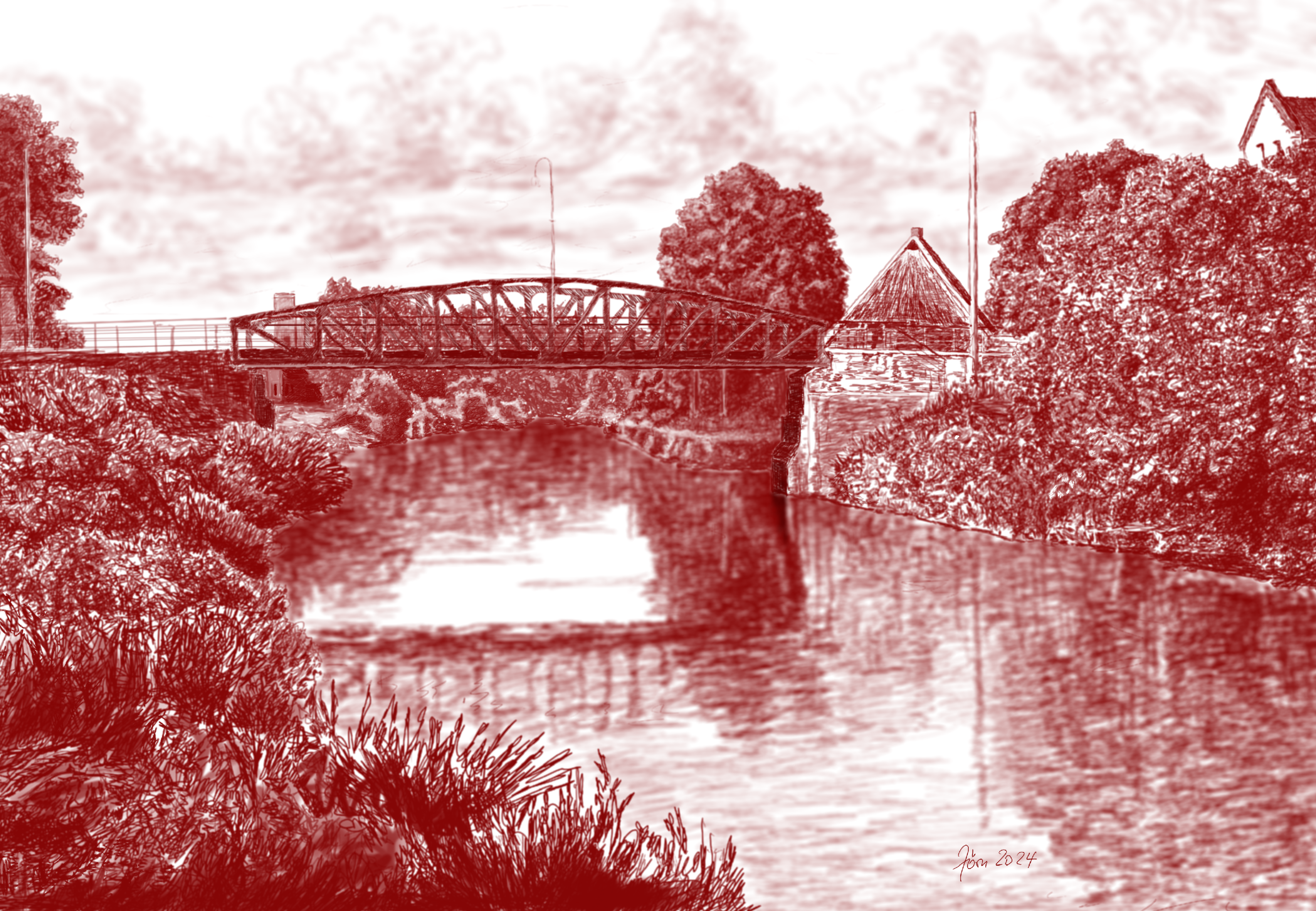
Alte Brücke über den Eldekanal - 1957. (Nach einer Postkarte gezeichnet)
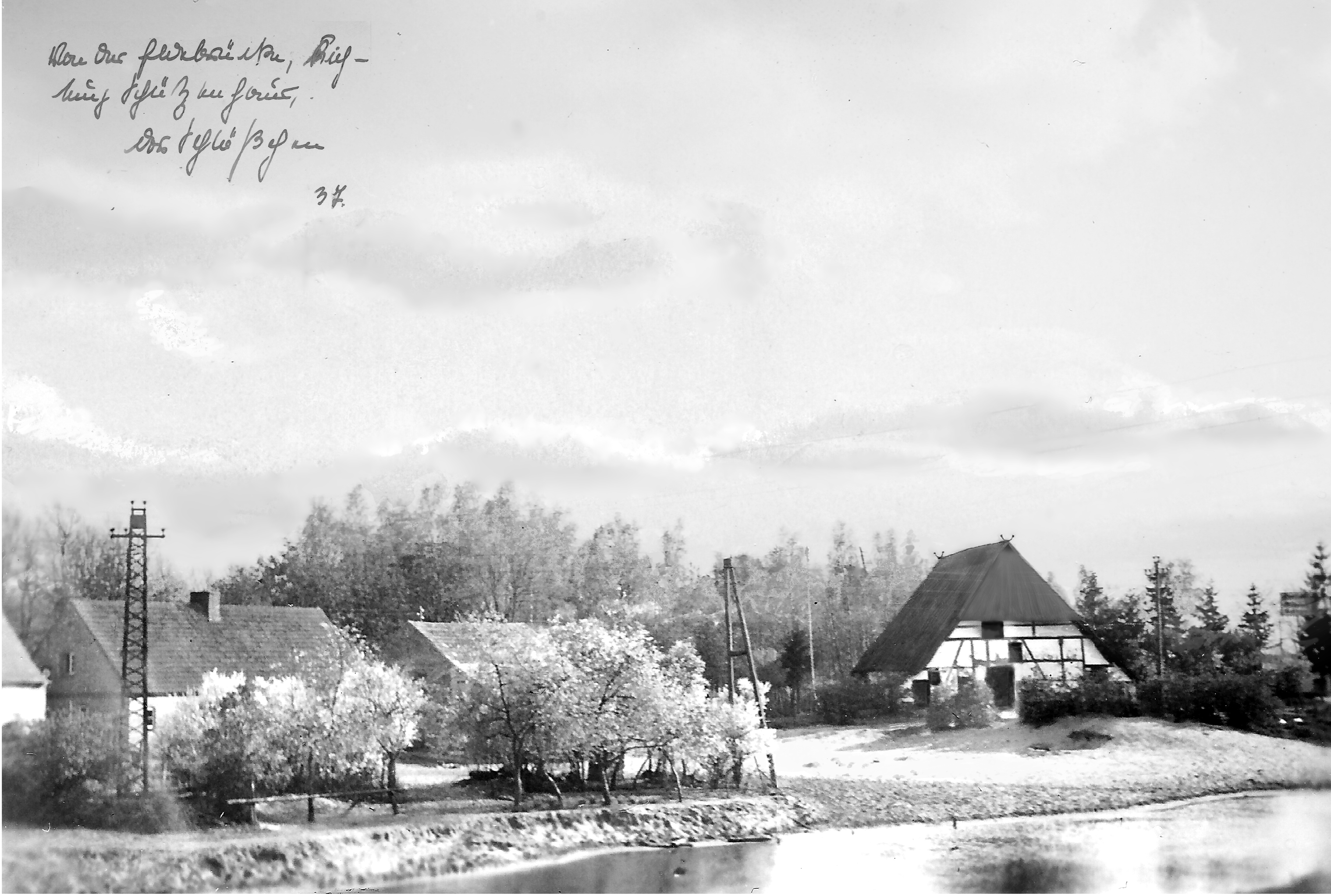
Fotografie von Elsbeth Richter 1937

## Verkehr
Eldena liegt an der Bundesstraße 191. Die Anschlussstelle Karstädt an der A 14 (Wismar–Karstädt) ist 11 km entfernt.
Seit Stilllegung der Bahnstrecke Ludwigslust–Dömitz liegt der nächste Bahnhof in der Stadt Ludwigslust. Außerdem gibt es Anbindung an die Müritz-Elde-Wasserstraße über einen im Ort befindlichen Bootshafen.

## Sport
Der örtliche Sportverein heißt seit 1990 „LSV Schwarz-Weiß Eldena“. Die Fußballer dieses Vereins feierten 2014 ihren größten Erfolg mit dem Aufstieg in die Landesliga West. Im Juni 2009 wurde das 90-jährige Bestehen gefeiert.